# Berryz工房結成7周年記念コンサートツアー2011春 〜週刊Berryzタイムス〜
『Berryz工房結成7周年記念コンサートツアー2011春 〜週刊Berryzタイムス〜』（ベリーズこうぼうけっせいななしゅうねんきねんコンサートツアーにせんじゅういちはる 〜しゅうかんベリーズタイムス〜）は2011年3月3日から6月5日まで開催されたBerryz工房のコンサートツアーである。DVDが2011年7月20日、Blu-rayが2011年8月10日に発売された。発売元はピッコロタウン。

## 日程
3月3日・4日、5月2日は夜公演のみ、他は全て1日2公演。
- 3月3日・4日・5日：神奈川・ハーモニーホール座間大ホール
- 3月12日：宮城・仙台イズミティ21大ホール　※東日本大震災のため中止（振替なし）
- 3月19日：大阪・NHK大阪ホール　※東日本大震災の影響で中止→5月1日へ振替
- 3月26日：東京・渋谷C.C.Lemonホール　※東日本大震災の影響で中止→6月5日へ振替
- 4月9日：愛知・中京大学文化市民会館オーロラホール
- 4月16日：千葉・千葉県文化会館
- 4月17日：東京・五反田ゆうぽうとホール

追加日程
- 5月1日：大阪・NHK大阪ホール　※3月19日の振替
- 5月2日・3日：東京・中野サンプラザ
- 5月8日：大阪・NHK大阪ホール
- 6月5日：東京・渋谷C.C.Lemonホール　※3月26日の振替

## DVD/Blu-ray
『Berryz工房結成7周年記念コンサートツアー2011春 〜週刊Berryzタイムス〜』（DVD：2011年7月20日 Blu-ray：2011年8月10日）
2011年5月3日に中野サンプラザにて行われたコンサートの模様を収録。
※映像本編は【週刊Berryzタイムス 編集会議】と【本日のヒロインは誰だ!】の間にデュエットコーナーを行うセットリスト。
1. OPENING
2. ヒロインになろうか!
3. スッペシャル ジェネレ〜ション
4. VTR 映像（メンバー紹介）
5. HAPPY!Stand Up
6. MC1
7. 女子会 The Night
8. 女のプライド
9. 付き合ってるのに片思い
10. MC2【週刊Berryzタイムス 編集会議】

A11. 胸さわぎスカーレット（夏焼雅・菅谷梨沙子）
A12. サクラハラクサ（嗣永桃子・徳永千奈美＋清水佐紀）
A13. グランドでも廊下でも目立つ君（須藤茉麻・熊井友理奈）
A14/B18. MC3【本日のヒロインは誰だ!】※ヒロイン抽選
A15/B19. ダーリン I LOVE YOU 
A16/B20. MC4【ヒロイン ソロコーナー】
A17/B21. BOMB BOMB JUMP
A18/B22. MADAYADE
A19. 桜→入学式
A20/B24. ジリリ キテル
A21/B25. シャイニング パワー
A22/B26. 一丁目ロック!
A23/B27. 雄叫びボーイ WAO!
A24/B28. ENCORE：Berryz工房7周年記念スッペシャルメドレー（恋はひっぱりだこ→
A25/B29. Berryz工房行進曲→
A26/B30. マジ夏すぎる→
A27/B31. サヨナラ 激しき恋→
A28/B32. 夢を一粒〜Berryz仮面 Endingテーマ〜→
A29/B33. 君の友達→
A30/B34. マジカルフューチャー!）
A31/B35. ENCORE：MC5
A32/B36. ENCORE：ガールズタイムス
特典映像(DVD)：昼公演映像
B23. 告白の噴水広場
特典映像(Blu-ray)：昼公演映像
※こちらは【週刊Berryzタイムス編集会議】から【本日のヒロインは誰だ!】までの間がソロコーナーになっているセットリスト。
B11. 安心感（嗣永桃子）
B12. REAL LOVE（熊井友理奈）
B13. VERY BEAUTY（夏焼雅）
B14. 小遣いUP大作戦（徳永千奈美）
B15. MOON POWER（菅谷梨沙子）
B16. 思い立ったら 吉でっせ!（須藤茉麻）
B17. CLAP!（清水佐紀）